# Harrie Kuster
Harrie Kuster (Zwolle, 11 september 2005) is een Nederlands voetballer die doorgaans speelt als middenvelder. Hij staat onder contract van FC Twente, dat hem in het seizoen 2025/26 verhuurt aan RKC Waalwijk.

## Clubcarrière
Kuster werd in 2021 gescout bij het Zwolse WVF en doorliep de FC Twente / Heracles Academie. Op 23 mei 2024 tekende hij zijn eerste profcontract bij FC Twente. In de voorbereiding van het seizoen 2024/25 sloot hij aan bij het eerste elftal, en viel hij op in een oefenwedstrijd tegen Sint-Truiden. In de wedstrijd die in 2–2 eindigde, bereidde hij het eerste Twentse doelpunt voor en maakte hij het tweede doelpunt.
Op 27 oktober 2024 maakte hij zijn officiële debuut voor de hoofdmacht, tegen rivaal Heracles Almelo (5-0). Hij kwam in de 84e minuut in de ploeg voor Sem Steijn. Met onder meer de tekst "Alle ballen op Harrie" werd hij in de resterende speeltijd luid toegejuicht door het publiek. Ook werd de debutant uitgeroepen tot Man of the Match. In totaal kwam hij in seizoen 2024/25 tot twee kortstondige invalbeurten.
Eind juni 2025 verlengde Kuster zijn contract bij FC Twente tot medio 2027. Om meer ervaring op te doen en speelminuten te maken, werd hij direct daarna voor een jaar verhuurd aan RKC Waalwijk uitkomend in de Eerste divisie.

## Statistieken
| Seizoen | Club           | Competitie     | Competitie | Competitie | Beker | Beker | Overig | Overig | Totaal | Totaal |
| Seizoen | Club           | Competitie     | Wed.       | Dlp.       | Wed.  | Dlp.  | Wed.   | Dlp.   | Wed.   | Dlp.   |
| ------- | -------------- | -------------- | ---------- | ---------- | ----- | ----- | ------ | ------ | ------ | ------ |
| 2024/25 | FC Twente      | Eredivisie     | 2          | 0          | 0     | 0     | 0      | 0      | 2      | 0      |
| 2025/26 | → RKC Waalwijk | Eerste divisie | 0          | 0          | 0     | 0     | 0      | 0      | 0      | 0      |
| Totaal  | Totaal         | Totaal         | 2          | 0          | 0     | 0     | 0      | 0      | 2      | 0      |

Bijgewerkt t/m 8 juli 2025.